# Treme (Fernsehserie)/Episodenliste
Die Episodenliste listet alle Episoden der US-amerikanischen Dramaserie Treme auf, sortiert nach ihrer US-amerikanischen Erstausstrahlung. Zwischen 2009 und 2013 entstanden in vier Staffeln 36 Episoden.

## Übersicht
| Staffel | Episodenanzahl | Erstausstrahlung USA | Erstausstrahlung USA | Deutschsprachige Erstausstrahlung | Deutschsprachige Erstausstrahlung |
| Staffel | Episodenanzahl | Staffelpremiere      | Staffelfinale        | Staffelpremiere                   | Staffelfinale                     |
| ------- | -------------- | -------------------- | -------------------- | --------------------------------- | --------------------------------- |
| 1       | 10             | 11. April 2010       | 22. Juni 2010        | 29. August 2012                   | 25. September 2012                |
| 2       | 11             | 24. April 2011       | 3. Juli 2011         | 2. Oktober 2012                   | 6. November 2012                  |
| 3       | 10             | 23. September 2012   | 25. November 2012    | 26. Februar 2013                  | 30. April 2013                    |
| 4       | 5              | 1. Dezember 2013     | 29. Dezember 2013    | 18. März 2014                     | 15. April 2014                    |

## Staffel 1
Die Erstausstrahlung der ersten Staffel war vom 11. April bis zum 20. Juni 2010 beim US-amerikanischen Kabelsender HBO zu sehen. Die deutschsprachige Erstausstrahlung sendete der deutsche Pay-TV-Sender Sky Atlantic HD vom 28. August bis zum 25. September 2012.
| Nr. (ges.) | Nr. (St.) | Deutscher Titel                 | Originaltitel                   | Erstausstrahlung USA | Deutschsprachige Erstausstrahlung (D) | Regie               | Drehbuch                                    | Zuschauer (USA) |
| --- | --------- | ------------------------------- | ------------------------------- | -------------------- | ------------------------------------- | ------------------- | ------------------------------------------- | --------------- |
| 1 | 1         | Do You Know What It Means       | Do You Know What It Means       | 11. Apr. 2010        | 28. Aug. 2012                         | Agnieszka Holland   | David Simon, Eric Overmyer                  | 1,1 Mio.        |
| Drei Monate nach Hurrikan Katrina hält Tremé, ein Stadtteil in New Orleans, die erste „Second-Line Parade“ seit dem Sturm ab. Albert kehrt zu seinem Haus zurück, das von den Fluten verwüstet wurde. Er beginnt jedoch, das Haus zu reparieren, statt dem Wunsch seiner Tochter nachzukommen und nach Houston zu ziehen. Diese wiederum ruft ihren Bruder Delmond an, der daraufhin nach Tremé fährt: Er will Albert überreden, jedoch ohne Erfolg. Ein britisches Fernsehteam interviewt Creighton, der so wütend wird, weil die Reporter meinen, New Orleans sei es eventuell nicht wert, wieder aufgebaut zu werden; Creighton wirft ihr Mikrofon in einen Fluss. LaDonna erfährt von einem Freund, dass ihr Bruder Daymo, der seit dem Sturm vermisst wird, in Polizeigewahrsam war, während Katrina auf die Stadt traf; Toni findet Daymo aber in keinem offiziellen Eintrag von Gefangenen während dieser Zeit. Sie findet jedoch zwei Zeitungsbilder, auf denen womöglich Daymo in einer Gruppe Gefangener zu sehen ist. |           |                                 |                                 |                      |                                       |                     |                                             |                 |
| 2 | 2         | Meet De Boys on the Battlefront | Meet De Boys on the Battlefront | 18. Apr. 2010        | 28. Aug. 2012                         | Jim McKay           | David Simon, Eric Overmyer                  | 0,78 Mio.       |
| Davis wird von seinem DJ-Job entlassen; anstatt eines Darlehens, besorgt ihm sein Vater einen neuen Job bei einem lokalen Hotel. Als er drei junge Touristen in eine Bar in Seventh Ward schickt und sie nicht zurückkehren, wird Davis schnell wieder gefeuert. Er begegnet ihnen jedoch zwei Tage später und sie danken ihm, dass er sie in „das richtige New Orleans“ geschickt hat. Albert entdeckt den jungen Mann Skinny, der seine Werkzeuge gestohlen hat und schlägt ihn bewusstlos. Währenddessen versucht Albert seinen Stamm wiederherzustellen, doch nur ein Mitglied erscheint zur Probe. Janette bittet um ein Darlehen von 25.000 US-Dollar von ihren Eltern, um ihr Restaurant am Laufen zu halten; ihr Vater sagt ihr, sie können ihr nur 6.000 US-Dollar geben. Toni geht davon aus, dass sie Daymo in einem Gefängnis in Louisiana aufgespürt hat, doch als sie und LaDonna dort hinfahren um ihn zu sehen, ist der Insasse der ihnen vorgeführt wird ein Fremder.                                           |           |                                 |                                 |                      |                                       |                     |                                             |                 |
| 3 | 3         | Right Place, Wrong Time         | Right Place, Wrong Time         | 25. Apr. 2010        | 4. Sep. 2012                          | Ernest R. Dickerson | David Simon, David Mills                    | 0,81 Mio.       |
| Davis gibt Klavierstunden, Albert findet etwas Erschreckendes und Annie spielt einen Gig an ihrem Geburtstag. |           |                                 |                                 |                      |                                       |                     |                                             |                 |
| 4 | 4         | At the Foot of Canal Street     | At the Foot of Canal Street     | 2. Mai 2010          | 4. Sep. 2012                          | Anthony Hemingway   | Eric Overmyer, George P. Pelecanos          | 0,67 Mio.       |
| Antoine verbringt ein paar Tage mit seinen beiden Söhnen in Baton Rouge, während LaDonna und Toni einer weiteren Spur nach LaDonnas Bruder nachgehen. Davis und Creighton wollen den Massen ihren Schmerz zeigen, Sonnie lässt Annie allein zurück, für einen Auftritt in Texas, und Albert akzeptiert eine Essenseinladung. |           |                                 |                                 |                      |                                       |                     |                                             |                 |
| 5 | 5         | Shame, Shame, Shame             | Shame, Shame, Shame             | 9. Mai 2010          | 11. Sep. 2012                         | Christine Moore     | David Simon, Eric Overmyer, Lolis Eric Elie | 0,57 Mio.       |
| Während die Stadt die Rückkehr vieler ehemaliger Bewohner mit einer Parade feiert, versucht Albert einen Ratsherren dazu zu bringen die Sozialwohnungen wieder zu öffnen. Davis nimmt mit anderen lokalen Musikern eine Wohltätigkeits-CD auf. |           |                                 |                                 |                      |                                       |                     |                                             |                 |
| 6 | 6         | Shoo Fly, Don’t Bother Me       | Shoo Fly, Don’t Bother Me       | 16. Mai 2010         | 11. Sep. 2012                         | Brad Anderson       | David Simon, Eric Overmyer, Tom Piazza      | —               |
| Toni bittet einen ehemaligen Polizisten bei der Suche nach Daymo zu helfen. Albert ist wütend wegen der nicht zur Verfügung stehenden Wohnungen, während Davis sich durch einen Fernsehauftritt bekannter machen möchte. |           |                                 |                                 |                      |                                       |                     |                                             |                 |
| 7 | 7         | Smoke My Piece Pipe             | Smoke My Piece Pipe             | 23. Mai 2010         | 18. Sep. 2012                         | Simon Cellan Jones  | Eric Overmyer, David Mills, Davis Rogan     | 0,56 Mio.       |
| Janette kocht auf der Straße, LaDonna und Toni bekommen Hoffnung durch ein Ultimatum eines Richters und Antoine verliert seinen Mentor, bekommt jedoch einen Job. |           |                                 |                                 |                      |                                       |                     |                                             |                 |
| 8 | 8         | All on a Mardi Gras Day         | All on a Mardi Gras Day         | 6. Juni 2010         | 18. Sep. 2012                         | Anthony Hemingway   | Eric Overmyer                               | 0,54 Mio.       |
| — |           |                                 |                                 |                      |                                       |                     |                                             |                 |
| 9 | 9         | Wish Someone Would Care         | Wish Someone Would Care         | 13. Juni 2010        | 25. Sep. 2012                         | Dan Attias          | David Simon, George Pelecanos               | 1,16 Mio.       |
| — |           |                                 |                                 |                      |                                       |                     |                                             |                 |
| 10 | 10        | I’ll Fly Away                   | I’ll Fly Away                   | 20. Juni 2010        | 25. Sep. 2012                         | Agnieszka Holland   | David Simon                                 | 0,93 Mio.       |
| — |           |                                 |                                 |                      |                                       |                     |                                             |                 |

## Staffel 2
Die Erstausstrahlung der zweiten Staffel war vom 24. April bis zum 3. Juli 2011 beim US-amerikanischen Kabelsender HBO zu sehen. Die deutschsprachige Erstausstrahlung sendete der deutsche Pay-TV-Sender Sky Atlantic HD vom 2. Oktober bis zum 6. November 2012.
| Nr. (ges.) | Nr. (St.) | Deutscher Titel                         | Originaltitel                           | Erstausstrahlung USA | Deutschsprachige Erstausstrahlung (D) | Regie               | Drehbuch                         | Zuschauer (USA) |
| ---------- | --------- | --------------------------------------- | --------------------------------------- | -------------------- | ------------------------------------- | ------------------- | -------------------------------- | --------------- |
| 11         | 1         | Accentuate the Positive                 | Accentuate the Positive                 | 24. Apr. 2011        | 2. Okt. 2012                          | Anthony Hemingway   | Eric Overmyer, Anthony Bourdain  | 0,61 Mio.       |
| —          |           |                                         |                                         |                      |                                       |                     |                                  |                 |
| 12         | 2         | Everything I Do Gonh Be Funky           | Everything I Do Gonh Be Funky           | 1. Mai 2011          | 2. Okt. 2012                          | Tim Robbins         | David Simon                      | 0,56 Mio.       |
| —          |           |                                         |                                         |                      |                                       |                     |                                  |                 |
| 13         | 3         | On Your Way Down                        | On Your Way Down                        | 8. Mai 2011          | 9. Okt. 2012                          | Simon Cellan Jones  | James Yoshimura                  | 0,52 Mio.       |
| —          |           |                                         |                                         |                      |                                       |                     |                                  |                 |
| 14         | 4         | Santa Claus, Do You Ever Get the Blues? | Santa Claus, Do You Ever Get the Blues? | 15. Mai 2011         | 9. Okt. 2012                          | Alex Zakrzewski     | Eric Overmyer, Lolis Eric Elie   | 0,56 Mio.       |
| —          |           |                                         |                                         |                      |                                       |                     |                                  |                 |
| 15         | 5         | Slip Away                               | Slip Away                               | 22. Mai 2011         | 16. Okt. 2012                         | Rob Bailey          | David Simon, Mari Kornhauser     | 0,59 Mio.       |
| —          |           |                                         |                                         |                      |                                       |                     |                                  |                 |
| 16         | 6         | Feels Like Rain                         | Feels Like Rain                         | 29. Mai 2011         | 16. Okt. 2012                         | Roxann Dawson       | Eric Overmyer, Tom Piazza        | 0,53 Mio.       |
| —          |           |                                         |                                         |                      |                                       |                     |                                  |                 |
| 17         | 7         | Carnival Time                           | Carnival Time                           | 5. Juni 2011         | 23. Okt. 2012                         | Brad Anderson       | David Simon, Eric Overmyer       | 0,55 Mio.       |
| —          |           |                                         |                                         |                      |                                       |                     |                                  |                 |
| 18         | 8         | Can I Change My Mind?                   | Can I Change My Mind?                   | 12. Juni 2011        | 23. Okt. 2012                         | Ernest R. Dickerson | Eric Overmyer, James Yoshimura   | 0,44 Mio.       |
| —          |           |                                         |                                         |                      |                                       |                     |                                  |                 |
| 19         | 9         | What Is New Orleans?                    | What Is New Orleans?                    | 19. Juni 2011        | 30. Okt. 2012                         | Adam Davidson       | David Simon, George P. Pelecanos | 0,57 Mio.       |
| —          |           |                                         |                                         |                      |                                       |                     |                                  |                 |
| 20         | 10        | That’s What Lovers Do                   | That’s What Lovers Do                   | 26. Juni 2011        | 30. Okt. 2012                         | Agnieszka Holland   | Eric Overmyer                    | 0,72 Mio.       |
| —          |           |                                         |                                         |                      |                                       |                     |                                  |                 |
| 21         | 11        | Do Watcha Wanna                         | Do Watcha Wanna                         | 3. Juli 2011         | 6. Nov. 2012                          | Ernest R. Dickerson | David Simon, Anthony Bourdain    | 0,66 Mio.       |
| —          |           |                                         |                                         |                      |                                       |                     |                                  |                 |

## Staffel 3
Am 13. Mai 2011 verlängerte der Kabelsender HBO die Serie um eine dritte Staffel, welche vom 23. September bis zum 25. November 2012 ausgestrahlt wurde. Die deutschsprachige Erstausstrahlung sendete der deutsche Pay-TV-Sender Sky Atlantic HD vom 26. Februar bis zum 30. April 2013.
| Nr. (ges.) | Nr. (St.) | Deutscher Titel                    | Originaltitel                      | Erstausstrahlung USA | Deutschsprachige Erstausstrahlung (D) | Regie             | Drehbuch                         | Zuschauer (USA) |
| ---------- | --------- | ---------------------------------- | ---------------------------------- | -------------------- | ------------------------------------- | ----------------- | -------------------------------- | --------------- |
| 22         | 1         | Knock with Me – Rock with Me       | Knock with Me – Rock with Me       | 23. Sep. 2012        | 26. Feb. 2013                         | Anthony Hemingway | David Simon & Anthony Bourdain   | 0,57 Mio.       |
| —          |           |                                    |                                    |                      |                                       |                   |                                  |                 |
| 23         | 2         | Saints                             | Saints                             | 30. Sep. 2012        | 5. März 2013                          | Jim McKay         | Eric Overmyer                    | 0,54 Mio.       |
| —          |           |                                    |                                    |                      |                                       |                   |                                  |                 |
| 24         | 3         | Me Donkey Want Water               | Me Donkey Want Water               | 7. Okt. 2012         | 12. März 2013                         | Adam Davidson     | George Pelecanos                 | 0,48 Mio.       |
| —          |           |                                    |                                    |                      |                                       |                   |                                  |                 |
| 25         | 4         | The Greatest Love                  | The Greatest Love                  | 14. Okt. 2012        | 19. März 2013                         | Ernest Dickerson  | David Simon                      | 0,52 Mio.       |
| —          |           |                                    |                                    |                      |                                       |                   |                                  |                 |
| 26         | 5         | I Thought I Heard Buddy Bolden Say | I Thought I Heard Buddy Bolden Say | 21. Okt. 2012        | 26. März 2013                         | Alex Hall         | Eric Overmyer                    | 0,60 Mio.       |
| —          |           |                                    |                                    |                      |                                       |                   |                                  |                 |
| 27         | 6         | Careless Love                      | Careless Love                      | 28. Okt. 2012        | 2. Apr. 2013                          | Anthony Hemingway | George Pelecanos & Chris Offutt  | 0,49 Mio.       |
| —          |           |                                    |                                    |                      |                                       |                   |                                  |                 |
| 28         | 7         | Promised Land                      | Promised Land                      | 4. Nov. 2012         | 9. Apr. 2013                          | Tim Robbins       | David Simon & Chris Rose         | 0,56 Mio.       |
| —          |           |                                    |                                    |                      |                                       |                   |                                  |                 |
| 29         | 8         | Don’t You Leave Me Here            | Don’t You Leave Me Here            | 11. Nov. 2012        | 16. Apr. 2013                         | Ernest Dickerson  | Eric Overmyer                    | 0,50 Mio.       |
| —          |           |                                    |                                    |                      |                                       |                   |                                  |                 |
| 30         | 9         | Poor Man’s Paradise                | Poor Man’s Paradise                | 18. Nov. 2012        | 23. Apr. 2013                         | Roxann Dawson     | George Pelecanos & Jordan Hirsch | 0,59 Mio.       |
| —          |           |                                    |                                    |                      |                                       |                   |                                  |                 |
| 31         | 10        | Tipitina                           | Tipitina                           | 25. Nov. 2012        | 30. Apr. 2013                         | Anthony Hemingway | David Simon & Anthony Bourdain   | 0,47 Mio.       |
| —          |           |                                    |                                    |                      |                                       |                   |                                  |                 |

## Staffel 4
Im September 2012 verlängerte der Kabelsender HBO die Serie um eine verkürzte vierte und letzte Staffel, welche aus fünf Episoden besteht. Die Erstausstrahlung in den USA erfolgte vom 1. bis 29. Dezember 2013. Die deutschsprachige Erstausstrahlung sendete der deutsche Pay-TV-Sender Sky Atlantic HD vom 18. März bis zum 15. April 2014.
| Nr. (ges.) | Nr. (St.) | Deutscher Titel      | Originaltitel        | Erstausstrahlung USA | Deutschsprachige Erstausstrahlung (D) | Regie               | Drehbuch                                          | Zuschauer (USA) |
| ---------- | --------- | -------------------- | -------------------- | -------------------- | ------------------------------------- | ------------------- | ------------------------------------------------- | --------------- |
| 32         | 1         | Yes We Can Can       | Yes We Can Can       | 1. Dez. 2013         | 18. März 2014                         | Anthony Hemingway   | David Simon & Eric Overmyer & George P. Pelecanos | 0,56 Mio.       |
| —          |           |                      |                      |                      |                                       |                     |                                                   |                 |
| 33         | 2         | This City            | This City            | 8. Dez. 2013         | 25. März 2014                         | Anthony Hemingway   | George Pelecanos                                  | —               |
| —          |           |                      |                      |                      |                                       |                     |                                                   |                 |
| 34         | 3         | Dippermouth Blues    | Dippermouth Blues    | 15. Dez. 2013        | 1. Apr. 2014                          | Ernest R. Dickerson | Eric Overmyer                                     | 0,52 Mio.       |
| —          |           |                      |                      |                      |                                       |                     |                                                   |                 |
| 35         | 4         | Sunset on Louisianne | Sunset on Louisianne | 22. Dez. 2013        | 8. Apr. 2014                          | Alex Hall           | David Simon                                       | 0,35 Mio.       |
| —          |           |                      |                      |                      |                                       |                     |                                                   |                 |
| 36         | 5         | …To Miss New Orleans | …To Miss New Orleans | 29. Dez. 2013        | 15. Apr. 2014                         | Agnieszka Holland   | David Simon & Eric Overmyer                       | 0,40 Mio.       |
| —          |           |                      |                      |                      |                                       |                     |                                                   |                 |